# Microevoluzione
La microevoluzione è il verificarsi di cambiamenti nelle frequenze alleliche in una popolazione mendeliana.
Questi cambiamenti possono essere causati da diversi processi: unioni non casuali (nonrandom mating), mutazione, migrazione, selezione naturale, deriva genetica.
La Genetica delle popolazioni fornisce la struttura matematica per lo studio del processo di microevoluzione. La Genetica ecologica riguarda poi proprio l'osservazione della microevoluzione in natura. Tipicamente, gli esempi osservabili di evoluzione sono esempi di microevoluzione; per esempio i ceppi batterici che sviluppano resistenza agli antibiotici. Paradigmatico è l'esempio della variazione delle frequenze delle forme melaniche e chiare di Biston betularia per effetto delle variazioni di intensità dell'inquinamento da fuliggine nei boschi inglesi.
La Biston betularia ha le ali che possono essere o nere o grigio chiaro; vivendo sulle betulle (inizialmente di colore chiaro, ma divenute scure per via dell'inquinamento) quelle bianche erano sottoposte a una certa pressione evolutiva, in quanto non si mimetizzavano e finivano così preda di altri organismi, mentre le nere erano in sintonia con l'ambiente.
Successivamente le fabbriche inglesi sono state dotate di filtri che hanno reso l'aria meno inquinata, e le betulle tornate bianche hanno creato una modificazione ambientale tale da far sopravvivere perlopiù le B. betularia chiare.
La microevoluzione si contrappone alla macroevoluzione, che comporta la formazione di nuove specie o taxa di livello superiore.
Un'importante differenza tra i due tipi di evoluzione è la reversibilità della microevoluzione.
Un importante esempio di microevoluzione sono le farfalle dei boschi inglesi che essendo per la maggior parte nere sopravvivevano bene sui tronchi di alberi anneriti dall'inquinamento, ma quando si trovarono a dover stare su tronchi bianchi non poterono più mimetizzarsi per nascondersi dal predatore e così sopravvissero solo le farfalle bianche in minoranza.